# Nadejda Zabela-Vroubel
Nadejda Ivanovna Zabela-Vroubel (russe : Надежда Ивановна Забела-Врубель), née le 20 mars 1868 (1er avril 1868 dans le calendrier grégorien) à Kovno – morte le 21 juin 1913 (4 juillet 1913 dans le calendrier grégorien) à Saint-Pétersbourg, est une chanteuse d'opéra russe, nièce du célèbre sculpteur russe Parmen Zabela. Vocalement, elle est décrite comme une (coloratura) soprano lyrique, possédant une tessiture particulièrement élevée.

## Biographie
En 1891, elle est diplômée du conservatoire de Saint-Pétersbourg, à l'issue de ses études dans la classe de Natalia Iretskaya. Elle étudie également à Paris auprès de Mathilde Marchesi. Elle fait ses débuts en 1893 dans la troupe d'opéra I. Setov à Kiev. Au cours de la saison 1894-1895 elle chante à Tiflis, en 1895–96 à l'opéra privé de Saint-Pétersbourg et en 1896-1897 à Kharkov. Durant les saisons 1897-1904, elle est première soprano à l'opéra privé de Moscou de Savva Mamontov. De 1904 à 1911, elle est soliste du théâtre Mariinsky à Saint-Pétersbourg.
En 1896, elle épouse l’artiste russe Mikhaïl Vroubel qui réalise une série de portraits de la chanteuse. Leur fils unique prénommé Savva, né le 1er septembre 1901, meurt le 3 mai 1903.

## Principaux rôles
- Gorislava dans Rouslan et Ludmila;
- Tatiana dans Eugène Onéguine;
- Maria dans Mazeppa;
- Volkhova  dans Sadko;
- La Princesse-Cygne dans Le Conte du tsar Saltan;
- Snégourotchka dans Snégourotchka;
- Marfa dans La Fiancée du tsar;
- La Princesse dans Kachtcheï l'immortel;
- Fevronia dans Kitej;
- Margarita dans Faust;
- Nedda dans Pagliacci;
- Desdemona dans Otello et de nombreux autres.

## Galerie

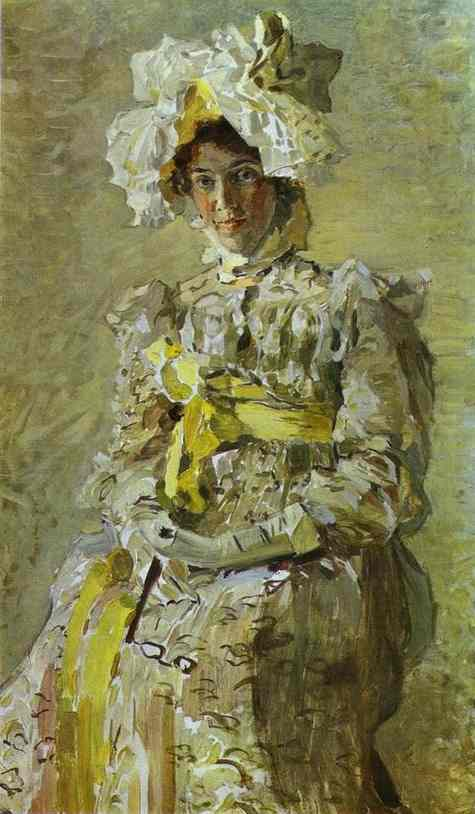
Mikhaïl Vroubel : Nadejda Zabela-Vroubel, L'épouse de l'artiste dans une robe de scène, 1898
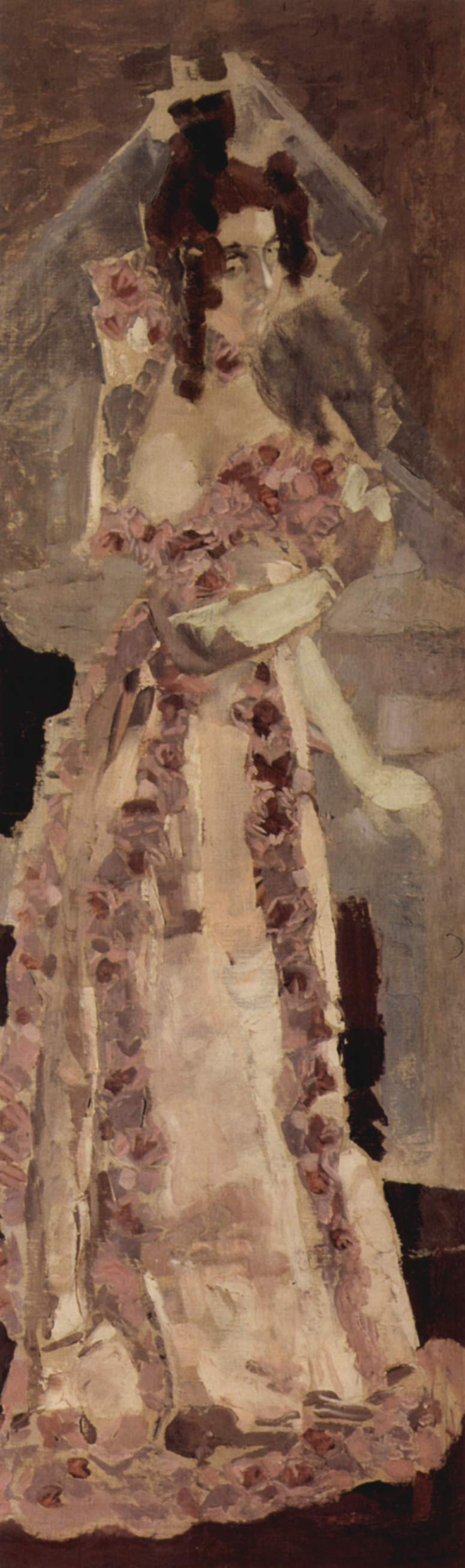
Mikhaïl Vroubel : Nadejda Zabela-Vroubel, 1900
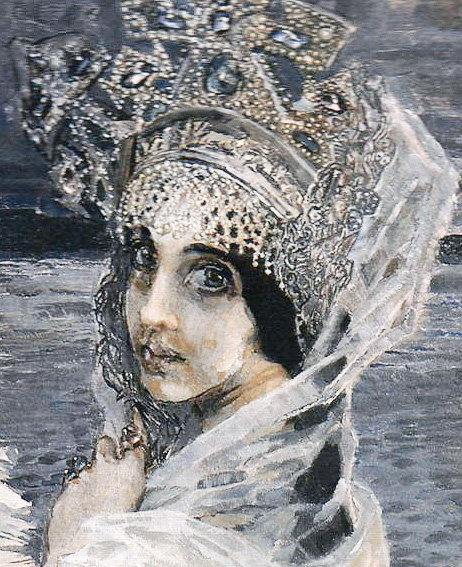
Mikhaïl Vroubel : Nadejda Zabela-Vroubel en princesse cygne, 1900
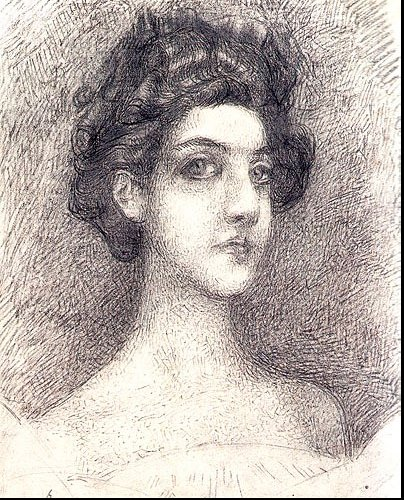
Mikhaïl Vroubel : Portrait de Nadejda Zabela-Vroubel, 1904

## Citation
- « Alors qu'il était toujours sobre et raisonnable, Rimski-Korsakov, est tombé éperdument amoureux de Nadejda. Le mariage était hors de question, cependant, car il avait une femme talentueuse et très intelligente, des enfants qui grandissaient à Saint-Pétersbourg et Nadejda était mariée à l'éminent artiste russe Mikhaïl Vroubel. Pendant de nombreuses années Nadejda Zabela-Vroubel et sa voix inimitable ont inspiré le compositeur à écrire toute une constellation de beaux airs qui ont immortalisé le nom de Rimski-Korsakov et aussi celui de la femme qu'il aimait tant... » (Musical Tales)